# Monumento de Hoad
El Monumento de Hoad (en inglés: Hoad Monument; nombre oficial: Monumento de Sir John Barrow) es una torre de 30,5 m (100 pies ) en la parte superior de la colina Hoad (133 m/ 433 pies), al noreste de Ulverston en el área de Furness en el noroeste de Inglaterra, en el Reino Unido. Se trata de un edificio catalogado de grado II en Inglaterra y Gales, lo que significa que es más de interés local, y el monumento se erige como uno de los símbolos emblemáticos del noroeste de Inglaterra. Pagado por contribuciones públicas a un costo de £ 1250, el monumento fue erigido en 1850. Conmemora a Sir John Barrow nacido en Ulverston en 1764.